# Rosende (Sober)
Rosende (llamada oficialmente San Miguel de Rosende) es una parroquia y una aldea española del municipio de Sober, en la provincia de Lugo, Galicia.

## Geografía
Rosende se encuentra al 3 km al oeste del núcleo municipal de Sober, sobre una planicie a 673 m de altura, en las ribera de la orilla izquierda del río Cabe, recorrida por la línea férrea Orense-Monforte de Lemos.

## Límites
Limita al norte con las parroquias de Villaoscura y Millán, al este con Proendos, al sur con San Martín de Anllo y Anllo, y al oeste con el municipio de Pantón.

## Organización territorial
La parroquia está formada por veintiuna entidades de población, constando doce de ellas en el nomenclátor del Instituto Nacional de Estadística español:

### Entidades de población
Entidades de población que forman parte de la parroquia:
- A Cavadiña
- A Lama de Outeiro
- Albarán
- Areas
- Calvos
- Fondo de Vila
- Iglesia (A Airexa)
- Lama do Sobrado (A Lama do Sobrado)
- Lama dos Campos (A Lama dos Campos)
- Naz de Abaixo
- Naz de Arriba
- O Areeiro
- O Campo de Naz
- O Celeirón
- O Cotorulo
- Outeiro
- Pesqueiras
- Ribas
- Rosende
- Viñal (O Viñal)

### Despoblado
Despoblado que forma parte de la parroquia:
- Ferreiros (Os Ferreiros)

## Demografía

### Parroquia
| Gráfica de evolución demográfica de Rosende (parroquia) entre 2000 y 2021 |
|                                                                           |
| Datos según el nomenclátor publicado por el INE.                          |

### Aldea
| Gráfica de evolución demográfica de Rosende (aldea) entre 2000 y 2021 |
|                                                                       |
| Datos según el nomenclátor publicado por el INE.                      |

## Patrimonio cultural
La iglesia, consagrada al santo que da nombre a la parroquia, se encuentra en un edificio reconstruido en diversas ocasiones, cuyo origen remonta a un monasterio benedictino existente al menos desde el año 1246 y dependiente como priorato del monasterio de Santo Estevo de Ribas de Sil. Del primitivo edificio se conservan restos románicos decorativos en la torre campanario, mientras que el anexo del antigu priorato presenta una balconada de estilo señorial. En el interior se guarda un interesante retablo mayor de estilo rococó con dos alturas.

## Economía
El sector primario, dedicado a la ganadería bovina criada para consumo y la cría porcina junto a la agricultura orientada al cultivo de la vid, son las fuentes de ocupación de la población. En Rosende se encuentra una de las adegas que elaboran vinos a partir de las castas mencía y godello inscritos en el consejo de la denominación de Origen Ribeira Sacra y clasificados en la subzona regulada de la ribera do Miño.
Otras actividades del sector de servicios están asociadas a la Escuela de Hostelería de la Fundación Belarmino Fernández en el pazo de Ribas, o a la Casa Grande de Rosende situada en un pazo amurallado del siglo XVI conocido en la comarca como la casa de las señoritas, establecimiento dedicado al turismo rural e integrado en la red "Pazos de Galicia".

## Festividades
Rosende celebra sus fiestas patronales el último sábado de septiembre. También son populares, pero en el mes de agosto, las fiestas en honor a la Virgen del Carmen.